# Евфрасија Никомидијска
Света Евфрасија је хришћанска светитељка и мученица. 
Рођена је у Никомидији, у време цара Максимијана. По предању била је врло лепа и по нарави добра, и верна хришћанка. У време прогона хришћана ухватили су га и покушали да натерају да принесе жртву паганским идолима. Пошто је то одбио и исповедио хришћанску веру, била је затворена и мучена. Пошто је све стоички поднела, предадали су је једном свирепом човеку, да је обешчасти. 
Светитељка се са сузама молила Господу да јој сачува девственост, и Господ је услишио њену молитву. Света Еуфрасија је предложила варварину да му, ако је не оскврни, да посебну траву која ће га заштитити од непријатељског оружја и смрти. Али ова биљка, објаснила је, има своју моћ само када је примљена од девице, а не од жене. Војник је поверовао светој Еффрасији и отишао са њом у врт. Светитељка је убрала траву, а затим се понудила да покаже њену моћ. Ставила је биљку на врат и рекла човеку да је удари мачем. Снажним ударцем одсекао јој је главу. Тако је њена молитва услишена, и на овај начин је она принела своју душу Богу, чувајући своју телесну чистоту.
Света Евфрасија је пострадала 303 године.
Православна црква прославља свету Евфрасију 19. јануара.